# Juan de la Cierva y Peñafiel
Juan de la Cierva y Peñafiel (Mula (Murcia), 11 de marzo de 1864-Madrid, 11 de enero de 1938) fue un abogado y político español, ministro de Instrucción Pública y Bellas Artes, de Gobernación, de Guerra, de Hacienda y de Fomento durante el periodo constitucional del reinado de Alfonso XIII y, nuevamente ministro de Fomento en el último gobierno de la monarquía alfonsina.

## Biografía

### Primeros pasos
Hijo del abogado y notario Juan de la Cierva y Soto, afincado en Murcia y casado con Petronila Peñafiel Fernández, hija del banquero Eleuterio Peñafiel, quien desarrolló su actividad entre 1860 y 1890. Se licenció en Derecho por la Universidad de Madrid, iniciando su carrera política en el seno del Partido Conservador con el que fue concejal. En 1895, Francisco López Chicheri, gobernador civil de la provincia, le nombró alcalde de Murcia. También fue jefe provincial de los conservadores. En 1896 obtuvo acta de diputado en el Congreso por el distrito electoral de Mula, de la circunscripción provincial de Murcia, y aunque no fue elegido en el siguiente proceso electoral de 1898, proceso en el que hubo muchos incidentes provocados por los partidario de Enrique Clavijo Navarro, del partido liberal, al que le adjudicaron el escaño, sí obtuvo un escaño, siempre por el mismo distrito murciano de Mula, en todas las demás elecciones celebradas (12) hasta 1923.

### Carrera política

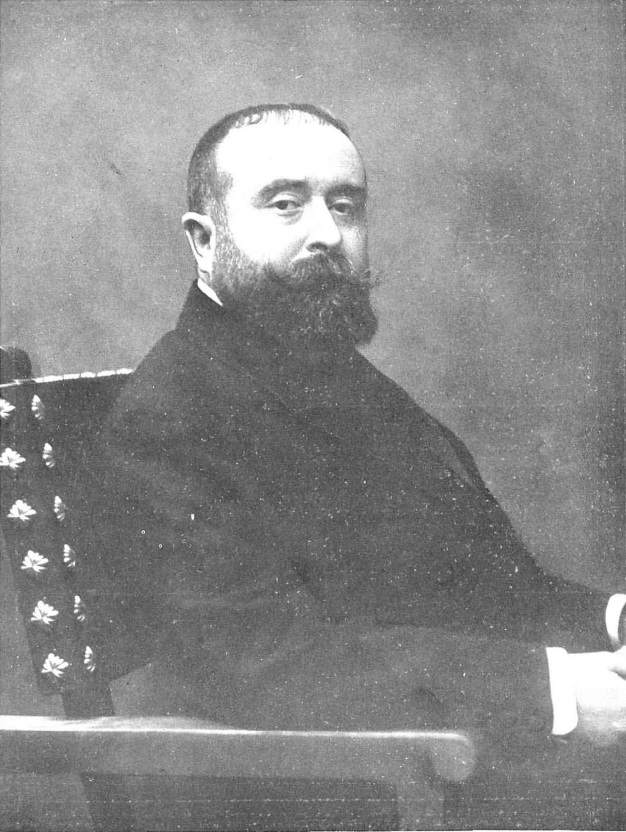
Juan de la Cierva, fotografiado por Kaulak.

A partir de 1902, estructuró una red de caciques que mantuvieron un poder omnímodo sobre los pueblos a cambio de fidelidad política a la familia. Este periodo se conoce en Murcia como ciervismo. La hegemonía de Juan de la Cierva cedería ante la presión de la lucha obrera y la instauración de la Segunda República Española.
Entre julio y diciembre de 1903 desempeñó el cargo de gobernador civil de la provincia de Madrid. Estuvo al frente de la cartera de Instrucción Pública y Bellas Artes entre 16 de diciembre de 1904 y el 8 de abril de 1905 en sendos gobiernos presididos por Azcárraga y Villaverde. Posteriormente, entre el 25 de enero de 1907 y el 21 de octubre de 1909, ocuparía la cartera de ministro de Gobernación. También sería ministro de Guerra en dos ocasiones: entre el 3 de noviembre de 1917 y el 22 de marzo de 1918 en un gabinete García Prieto, y entre el 14 de agosto de 1921 y el 8 de marzo de 1922 en un gobierno Maura, político bajo cuya presidencia también sería ministro de Hacienda entre el 15 de abril y el 20 de julio de 1919.
A principios de 1918 Cierva era quien había afrontado el problema de las juntas de defensa militares, tal como escribió Francisco Cambó: «Creo que tenemos que oponernos a que las reformas militares se aprueben por Decreto, porque esto daría a La Cierva una fuerza formidable y nos quitaría a nosotros uno de los elementos necesarios para la dictadura: el concurso de las bayonetas» (BC, Fondo Ventosa, Cambó a Joan Ventosa, 4.2.1918).

### El pleito de las Juntas de Defensa

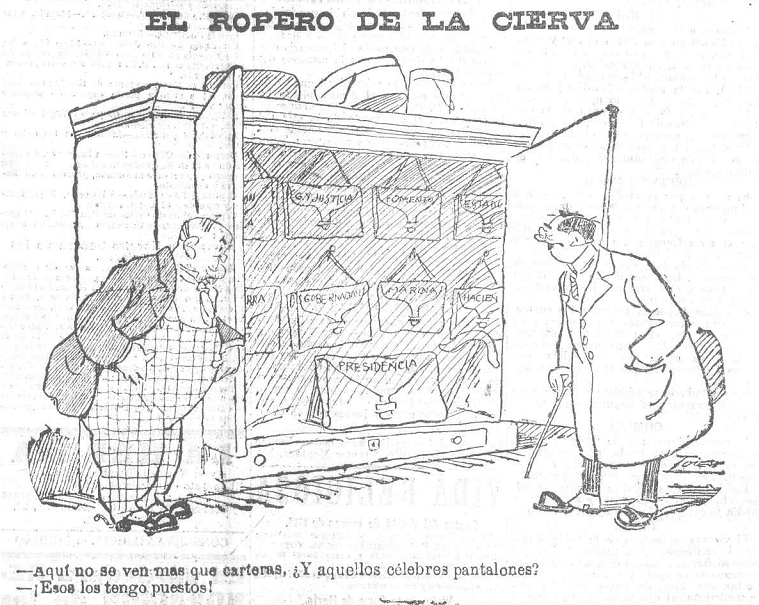
«El ropero de La Cierva», por Tovar (Gedeón, 1918).

El día 14 de agosto de 1921, cuatro días después de la caída de Monte Arruit, se constituye el gabinete de concentración presidido por Antonio Maura, del que forma parte como ministro de la Guerra, Juan de la Cierva. Al frente de dicho ministerio, dirigió con mano firme, la reconquista de los territorios perdidos tras el desastre de Annual. Para ello, nombró comandante militar de Melilla al general Cavalcanti. Su labor, apoyada por los militares africanistas, se vio enturbiada por la campaña de desprestigio que llevaron a cabo las Juntas Militares de Defensa, a través de su portavoz, el periódico La Correspondencia Militar. Intentó, sin conseguirlo que las Cortes aprobaran una ley que reconociera los méritos de los militares que llevaron a cabo la reconquista de los territorios perdidos.
Nombró en sustitución de Cavalcanti al general Sanjurjo como comandante militar de Melilla, frente a la opinión de las Juntas de Defensas, que propugnaban que el mando debía ser conferido al general de mayor antigüedad en el escalafón. A finales de diciembre de 1921, realizó un viaje al Protectorado, en el transcurso del cual, se produjo un incidente al visitar un hospital de campaña. La situación sanitaria del hospital era tan deplorable, que allí mismo, en presencia de los directores de los más importantes diarios madrileños que le acompañaban, amonestó a los oficiales de sanidad encargados de dicho establecimiento. Para más inri, el general Weyler, jefe del Estado Mayor Central del Ejército, el 5 de enero de 1922, presentó su dimisión, aduciendo que no se tenía en cuenta a este alto organismo del ejército, en la planificación y dirección de los asuntos relativos a la campaña de África. Todos estos hechos produjeron tal escándalo en el seno de las Juntas de Defensa que se dirigieron directamente al rey, exigiendo la inmediata sustitución del ministro.
Como reacción a la indisciplina de las Juntas, de La Cierva presentó al rey un decreto en el que se establecía el encuadramiento orgánico de dichas Juntas en el seno del Ministerio de la Guerra, donde debían residir sus sedes. Igualmente, los dirigentes de dichas Juntas de Defensa debían ser elegidos por el propio ministro. El rey, en un primer momento, se negó a firmar el decreto y el gobierno de Antonio Maura en pleno, solidarizándose con el ministro de la Guerra, presentó su dimisión el día 12 de enero. El día 14 de enero, Estado Mayor, Artillería e Ingenieros disuelven sus Juntas. El resto de las fuerzas políticas consultadas por el rey se negó a formar gobierno mientras no se solucionara el problema de las Juntas. Finalmente, el día 15 de enero, el rey vuelve a llamar a Antonio Maura, confirmando en su cargo a todos los ministros. Ese mismo día, el Ejército de África telegrafió al gobierno expresándole su adhesión.
El Real Decreto fue promulgado el 17 de dicho mes. Las Juntas, denominadas ahora, “Comisiones Informativas”, languidecieron hasta que en noviembre de aquel mismo año, fueron definitivamente disueltas. Juan de la Cierva permaneció formando parte del gobierno Maura, hasta el 7 de marzo de 1922, que dimitió, para dar paso a un nuevo gobierno conservador presidido por Sánchez Guerra. Finalmente, ocuparía la cartera de ministro de Fomento en otros dos gobiernos: entre el 13 de marzo y el 14 de agosto de 1921 en un gabinete Allendesalazar y, finalmente, en el último gobierno monárquico presidido por el almirante Aznar del 18 de febrero al 14 de abril de 1931. Entre 1927 y 1930 fue miembro de la Asamblea Nacional Consultiva de la dictadura de Primo de Rivera. En julio de 1930 tuvo un accidente de automóvil que le dejó gravemente herido y del que tardó algunos meses en recuperarse. Tras las elecciones municipales de 1931 se manifestó en contra de la renuncia de Alfonso XIII y se exilió a Biarritz, donde comenzó a escribir su libro Notas de mi vida, en el que relata su actuación política hasta la proclamación de la República y advierte de un próximo baño de sangre para España.

### Guerra Civil
El comienzo de la Guerra Civil le sorprendió en Madrid, viéndose obligado, ante el peligro de su vida, a refugiarse en la embajada de Noruega, donde la escasez de medicinas y las privaciones a causa de la guerra empeoraron su salud, muriendo el 11 de enero de 1938.

### Relación familiar
Juan de la Cierva y Peñafiel fue padre de Juan de la Cierva y Codorníu, I conde de la Cierva a título póstumo, ingeniero, inventor del autogiro y político, y hermano de Isidoro, también ingeniero y notable político de su tiempo, especialmente relevante en Murcia. 
Son miembros de la siguiente generación el historiador y ministro Ricardo de la Cierva y Hoces y su hermano Juan, quien obtuvo el primer Oscar del cine español.

## Anécdotas
Entre otras actividades, solía ir a comer a un restaurante de Santiago de la Ribera en el que degustó un pastel procedente de un cocinero ruso que le gustó mucho y al que dio su nombre, conociéndose como pastel de Cierva.
El escritor José Martínez Ruiz "Azorín", a la sazón cronista parlamentario, hizo de él un duro retrato: «El Sr Lacierva lleva un desgarbado chaqué con las mangas largas, que no dejan ver los puños -y ya es sabido el papel que la nitidez de los puños juega sobre el peluche rojo de los escaños-; el Sr Lacierva muestra sus manos enfundadas con unos guantes de un horrible color avellana; el Sr Lacierva se apoya en un abominable bastón de cerezo, comprado en la Dalia Azul de Murcia.
»La fuerza reside, para mí, en efecto, en el desasimiento de las cosas. Y tal modo de sentir y de ver me ha llevado también al amor hacia los grandes místicos españoles. Conocida es mi predilección por fray Luis de Granada. La fuerza está en poder levantarse sobre los honores, pompas y vanidades del mundo. Y ese poder lo poseen los hombres que, por ser hostilizados, perseguidos, han tenido que replegarse sobre sí mismos. Hacia ellos ha ido, durante toda mi vida, mi viva simpatía. Primero hacia don Francisco Pi y Margall. Luego, hacia don Juan de la Cierva. Pi i Margall, alejado definitivamente del Poder, trabajando a los setenta años como un muchacho. La Cierva, combatido sañudamente por ciertas multitudes, repudiado del Poder, hostilizado por el clan parlamentario, solicitado, a pesar de todo, en ocasiones críticas, cuando ya los recursos admirables de su inteligencia y de su actividad no podían hacer nada. Los dos hombres, en suma, Pi y La Cierva, dignos, austeros, en pleno acuerdo con sus conciencias.» Azorín, Valencia(1941)